# Théâtre Pablo Tobón Uribe
Pour les articles homonymes, voir Tobón.
Le Théâtre Pablo Tobón Uribe (Teatro Pablo Tobón Uribe) est un théâtre situé à Medellín en Colombie, sur l'avenue La Playa.

## Historique
Le Teatro Pablo Tobón Uribe a été inauguré le 2 août 1967.